# Dấu chấm dôi

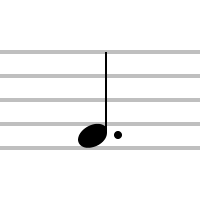
Nốt nhạc có một dấu chấm dôi

Dấu chấm dôi là một ký hiệu trong hệ thống ký hiệu nhạc phương Tây, có hình dạng là một dấu chấm nhỏ và được viết ngay bên phải thân nốt nhạc. Trong nhạc lý hiện đại, dấu này có tác dụng kéo dài trường độ của một nốt nhạc thêm 1/2 trường độ gốc của nốt đó, tương đương việc dùng dấu nối để nối nốt nhạc đó với một nốt nhạc khác cùng cao độ nhưng có trường độ bằng 1/2 nốt nhạc đó. Nói tổng quát, trường độ của bất kỳ nốt nhạc a nếu gắn thêm n dấu chấm dôi sẽ có giá trị là {\displaystyle a_{n}=a\left(1+{\tfrac {1}{2}}+{\tfrac {1}{4}}+\cdots +{\tfrac {1}{2^{n}}}\right)=a(2-{\frac {1}{2^{n}}})}. Thông thường người soạn nhạc chỉ dùng tối đa là ba dấu chấm dôi cho một nốt nhạc, nhưng theo lý thuyết thì được phép nhiều hơn thế; hiện mới chỉ ghi nhận trường hợp dùng bốn dấu chấm dôi cho một nốt nhạc.

## Cách sử dụng

Ví dụ 1. Nốt trắng có dấu chấm dôi và trường độ tương đương nếu dùng dấu nối (đường cong giữa các nốt nhạc).

Nếu thân nốt nhạc nằm trong khe nhạc của khuông nhạc thì dấu chấm dôi sẽ nằm trong khe đó. Nếu thân nốt nằm trên dòng kẻ của khuông nhạc thì dấu chấm dôi sẽ nằm trong khe ngay bên trên dòng kẻ đó và được áp dụng đối với cả các nốt nhạc nằm trên dòng kẻ phụ. Tuy nhiên, nếu một nốt nhạc đã chấm dôi nằm trên dòng kẻ và là một bộ phận của một hợp âm (trong đó có các nốt nhạc với cao hơn cũng nằm trên dòng kẻ khác) thì dấu chấm dôi của nốt thấp hơn trong hợp âm sẽ phải được đặt trong khe nhạc phía dưới dòng kẻ của nốt thấp hơn đó:  
Lưu ý không nhầm dấu chấm dôi với dấu chấm dùng trong kỹ thuật staccato (ngắt âm, một hình thức articulation), vốn nằm ở bên trên hoặc bên dưới nốt nhạc như trong hình của ví dụ 2.
Về lý thuyết, có thể thêm chấm dôi cho bất cứ giá trị nốt nhạc nào, thậm chí thêm chấm dôi cho cả dấu lặng. Nếu xét dấu lặng ở vị trí bình thường thì chấm dôi đi với nó (nếu có) luôn nằm ở khe thứ ba của khuông nhạc (tính từ dưới lên).
Việc sử dụng dấu chấm để giãn rộng (augmentation) trường độ nốt nhạc muộn nhất là đã có từ thế kỷ 10, mặc dù người ta vẫn còn tranh cãi về giá trị trường độ được giãn rộng.
Có thể dùng dấu chấm dôi xuyên qua vạch nhịp, như cách nhà âm nhạc họ H. C. Robbins Landon làm với bản giao hưởng số 70, Rê trưởng của Joseph Haydn. Tuy nhiên, hiện nay cách làm này bị đa số người viết nhạc xem là lỗi thời và khuyến khích nên dùng dấu nối xuyên qua vạch nhịp để thay cho cách này.
Có thể thêm nhiều dấu chấm dôi bên phải nốt nhạc; mỗi dấu sẽ giãn rộng trường độ của dấu chấm dôi liền trước nó. Xem ví dụ 1.

## Dùng nhiều dấu chấm dôi

### Hai dấu chấm dôi
Nếu thêm hai dấu chấm dôi vào nốt nhạc thì trường độ của nốt đó so với ban đầu tăng 1¾ lần. Nốt nhạc có hai chấm dôi ít gặp hơn nốt nhạc có một chấm dôi. Như trong ví dụ dưới đây chỉ ra, theo sáu nốt nhạc có hai chấm dôi thường là một nốt có trường độ bằng 1/4 nốt liền trước, như vậy tổng trường độ của hai nốt này sẽ tương đương với nốt có trường độ gấp đôi nốt ban đầu, nói cách khác là có vị trí xếp trên nốt ban đầu khi xét trong thang giá trị nốt nhạc (xem bài Giá trị nốt nhạc).

Ví dụ 2. Được trích từ phần thứ hai của bản tứ tấu Op. 74, số 2 của Joseph Haydn. Hai nốt đầu tiên là gồm một nốt móc đơn với hai chấm dôi, theo sau là một nốt móc ba. Hai nốt này được nối đuôi. Cùng trong ô nhịp với chúng là hai nốt móc đơn mà ở trên đầu là các dấu chấm của kỹ thuật staccato (ngắt âm), dễ nhầm với dấu chấm dôi.

Trước thế kỷ 18 chưa ghi nhận việc dùng hai dấu chấm dôi cho nốt nhạc. Một số trường hợp (tính đến lúc đó) tuy chỉ dùng một dấu chấm dôi nhưng lại muốn hiểu là hai dấu chấm dôi.
Trong một bản ouverture kiểu Pháp (và thỉnh thoảng trong nhạc Baroque), có những nốt nhạc được thêm một chấm dôi nhưng những nhà lý luận đương thời cho rằng nên hiểu theo nghĩa hai chấm dôi; nốt nhạc liền sau nốt này khi biểu diễn cũng được rút ngắn trường độ cho tương xứng.

### Ba dấu chấm dôi

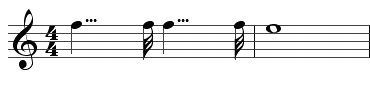
Ví dụ 3

Nếu thêm ba dấu chấm dôi vào nốt nhạc thì trường độ sau khi thêm gấp 1⅞ lần nốt ban đầu. Âm nhạc thời kỳ Baroque và Cổ điển ít thấy dùng nốt nhạc ba chấm dôi nhưng lại phổ biến trong nhạc của Richard Wagner và Anton Bruckner, đặc biệt là trong những bè nhạc dành cho kèn đồng. Xem ví dụ 3.
Một ví dụ về việc sử dụng các nốt nhạc hai chấm dôi và ba chấm dôi là trong Khúc dạo cung Sol trưởng dành cho dương cầm của Chopin. Tác phẩm này có số chỉ nhịp là 4/4, trong đó có những nốt móc kép đánh với tay trái. Vài lần bản nhạc yêu cầu dùng tay phải để chơi một nốt trắng có ba chấm dôi (kéo dài bằng 15 nốt móc kép) cùng một lúc với tay trái đánh nốt móc kép đầu tiên (trong bè dành cho tay trái), sau đó chơi một móc kép với tay phải cùng một lúc với móc kép thứ 16 của tay trái.